# Simon Piesinger
Simon Piesinger, né le 13 mai 1992 à Linz en Autriche, est un footballeur autrichien évoluant au poste de défenseur central au Wolfsberger AC.

## Biographie

### En club

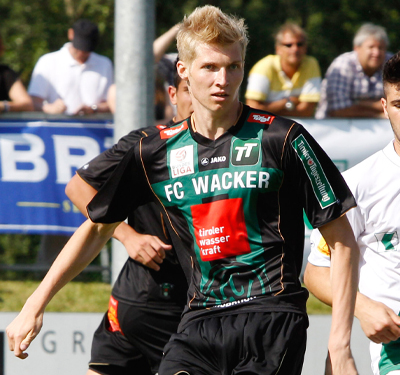
Simon Piesinger en 2012.

Né à Linz en Autriche, Simon Piesinger est formé par le club de sa ville natale, le LASK Linz, où il remporte notamment la Regionalliga avec l'équipe réserve du club. Mais il n'a jamais sa chance avec l'équipe première et décide en 2011 de rejoindre le FC Blau-Weiß Linz.
En juillet 2014, Simon Piesinger s'engage en faveur du Sturm Graz. Il fait sa première apparition sous ses nouvelles couleurs le 19 juillet 2014, lors de la première journée de la saison 2014-2015 face au SCR Altach. Il est titularisé au poste de milieu défensif lors de cette rencontre perdue par son équipe (1-0 score final).
En juin 2017, il rejoint le SCR Altach librement, son contrat avec Sturm Graz arrivant à expiration.
Le 25 juin 2019, est annoncé le transfert de Simon Piesinger au club danois du Randers FC. Il inscrit son premier but pour le Randers FC le 21 octobre 2019 contre le FC Midtjylland. Titulaire, il ouvre le score, mais son équipe s'incline tout de même par deux buts à un.
Avec le Randers FC, Piesinger joue la finale de la coupe du Danemark le 13 mai 2021 face à SønderjyskE. Il est titulaire et se fait remarquer en marquant un but de la tête sur une passe décisive de Vito Hammershøy-Mistrati. Son équipe s'impose par quatre buts à zéro et remporte le trophée,,.
Le 3 juin 2022 est annoncé le transfert de Simon Piesinger vers le Wolfsberger AC. Il fait ainsi son retour dans son pays natal et signe un contrat de trois ans, soit jusqu'en juin 2025.
Le 1er mai 2025, il est titularisé lors de la finale de l'édition 2024-2025 de la coupe d'Autriche, contre le TSV Hartberg. Son équipe s'impose par un but à zéro, remportant le premier titre de son histoire,.

### En équipe nationale
Le 10 octobre 2012, Simon Piesinger joue son premier match avec l'équipe d'Autriche espoirs, en amical face à la République démocratique du Congo. Il est titularisé et son équipe s'impose par cinq buts à un. Le 4 juin 2013, il inscrit son premier but avec les espoirs, en amical contre la Tchéquie. Son équipe s'impose 0-3 à l'extérieur.

## Palmarès

### En club
Randers FC
- Coupe du Danemark (1) :
  - Vainqueur : 2020-21.

 Wolfsberger AC
- Coupe d'Autriche (1) :
  - Vainqueur : 2024-2025.